# Ajaru
Ajaru war der babylonische Name des zweiten Monats im babylonischen Kalender. Da im Monat Nisannu gemäß der babylonischen Quellen entweder das erste Neulicht oder der erste Vollmond des Frühjahrs lag, begann der Monat Ajaru im Normalfall frühestens am 5. April und spätestens am 19. Mai.  Im Jüdischen Kalender, der von den Juden während des Babylonischen Exils zwischen 586 und 536 v. Chr. aus dem Babylonischen Kalender übernommen wurde, entspricht der Ajaru dem Monat Ijjar.